# Produit de réaction
Pour les articles homonymes, voir Produit.

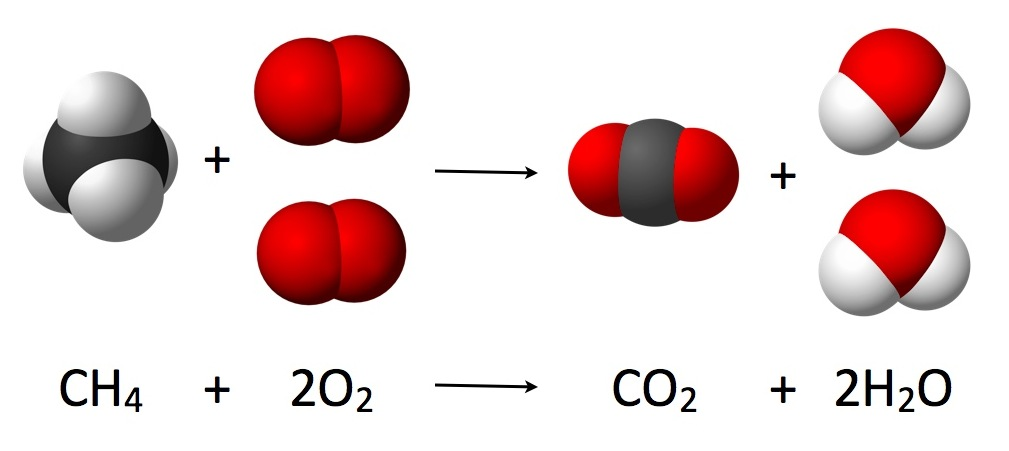
Les produits de réaction de la combustion du méthane sont le dioxyde de carbone et l'eau.

Un produit de réaction est une substance résultant d'une réaction chimique.
Par exemple, lors de la combustion d'un composé comme le glucose (un sucre de formule C6H12O6), selon la réaction :
C6H12O6 + 6 O2 {\displaystyle \rightarrow } 6 CO2 + 6 H2O
l'eau (H2O) et le dioxyde de carbone sont des produits, alors que le glucose et le dioxygène sont des réactifs.
En synthèse chimique, où l'on cherche à obtenir un nouveau produit, on essaye de quantifier sa formation en déterminant le rendement chimique. Pour le passage à un stade de production industrielle, la recherche s'applique à améliorer ce taux par modification des conditions de réaction.
En plus du produit recherché, les réactions chimiques peuvent former des coproduits et des sous-produits.